# Viitaneva-Storholmanneva
Viitaneva-Storholmanneva este o arie protejată (arie specială de conservare — SAC, sit de importanță comunitară — SCI) din Finlanda întinsă pe o suprafață de 347 ha, integral pe uscat.

## Localizare
Centrul sitului Viitaneva-Storholmanneva este situat la coordonatele 63°10′25″N 22°40′03″E / 63.1736°N 22.6675°E.

## Înființare
Situl Viitaneva-Storholmanneva a fost declarat sit de importanță comunitară în august 1998 pentru a proteja un număr necunoscut de specii din flora spontană și fauna sălbatică aflate în arealul zonei. Situl a fost protejat și ca arie specială de conservare în aprilie 2015.

## Biodiversitate
Situată în ecoregiunea boreală, aria protejată conține 3 habitate naturale: Turbării Aapa, Taiga vestică, Mlaștini împădurite.
La baza desemnării sitului se află un număr nedeclarat de specii protejate.
Pe lângă speciile protejate, pe teritoriul sitului au mai fost identificate 2 specii de păsări.